# Нагрудный знак «За борьбу с партизанами»
За борьбу с партизанами (нем. Bandenkampfabzeichen) — немецкий нагрудный знак. Был учрежден 30 января 1944 года.

## Оформление знака
На знаке изображен воткнутый в землю в знак прекращения войн победоносный германский меч. В нижней части знака находится череп — эмблема СС. Лезвие меча обвивает Гидра — мифологическая пятиголовая змея, символизирующая многочисленные партизанские отряды (в древнегреческой мифологии у Гидры вместо отрубленной головы вырастает новая). Вся композиция обрамлялась венком из дубовых листьев.
Имперский орёл на знаке отсутствует. Свастика на знаке в её круглом варианте — это так называемый Зонненрад (нем. Sonnenrad), «солнечное колесо» или «солнечная свастика».
Для изготовления знаков применялся цинк, использовались технологии объемной штамповки и литья под давлением, с последующим нанесением бронзового, серебристого и золотистого покрытия. Известны варианты с цельнолитыми и полыми штампованными дубовыми листьями. Булавка, в зависимости от изготовителя, могла быть плоской штампованной или стандартной, с круглым сечением. Размеры награды — 57×49 мм.

## Фон
На Восточном фронте термины «партизан» и «бандит» применялись нацистским аппаратом безопасности к евреям, коммунистам, красноармейцам и любым другим лицам, которые считались представляющими угрозу безопасности. Операции по охране тыла против вооруженных иррегулярных боевиков («миротворческие акции») часто были неотличимы от массовых убийств мирных жителей, сопровождавшихся сжиганием деревень, уничтожением посевов, угоном скота, депортацией трудоспособного населения на рабский труд в Германию.

## Степени знака и критерии награждения
1. 3-я степень (в бронзе) — за 20 дней боев для Сухопутных войск или за 30 боевых вылетов для Люфтваффе.
2. 2-я степень (в серебре) — за 50 дней боев для Сухопутных войск, или за 75 боевых вылетов для Люфтваффе.
3. 1-я степень (в золоте) — за 100 дней боев для Сухопутных войск, или за 150 боевых вылетов для Люфтваффе.

Награждение знаком осуществлялось на уровне высших офицеров полиции и войск СС, а также высшими офицерами Вермахта. Знак носили на левом нагрудном кармане кителя, ниже Железного креста 1-го класса. Способ крепления — булавка.
Немецкие солдаты и офицеры старались не носить этот знак, так как, попав в плен к партизанам или Красной Армии, они фактически были обречены на смерть.